# Amtsbezirk Hügum
Der Amtsbezirk Hügum war ein Amtsbezirk im Kreis Hadersleben in der Provinz Schleswig-Holstein.
Der Amtsbezirk wurde 1889 gebildet und umfasste die drei Gemeinden Fedstedt, Hjortwatt und Hügum. 1920 wurde der Amtsbezirk aufgelöst und die Gemeinden aufgrund der Volksabstimmung in Schleswig an Dänemark abgetreten.